# Unio Esportiva Extremenya
O UE Extremenya é um clube andorrano com sede na cidade de La Massana. O clube foi fundado em 1998. Os seus jogos em casa são disputados no Estádio Comunal de Aixovall.
A equipa de futebol sénior participa, na época de 2007-2008, na 2ª divisão (Segona Divisió) do Campeonato de Futebol de Andorra.
O clube teve previamente os nomes Francfurt Cerni e FC Cerni.